# Aeroporto Gobernador Edgardo Castello
L'Aeroporto Gobernador Edgardo Castello (in spagnolo Aeropuerto Gobernador Edgardo Castello) è uno scalo aereo argentino che serve la città di Viedma, capitale della provincia di Río Negro.